# 우일요
우일요(旴一窯, Wooilyo) 김태욱이 1978년에 설립한 생활자기 및 장식용 소품과 작품을 제조, 판매하는 기업이다. 1978년부터 경기도 일산 등지에 작업장을마련하였고 김태욱 대표가 운영하였다. 현재는 김재영 대표 체제이다. 백자를 전문으로 취급하며 서울 성북동에 전시장이 있다.

## 연혁
- 1978년 우일요 설립
- 1980년 한국브리태니커 전통문화사업부에 반상기, 차세트 전량 계약 납품
- 1988년 공예품전문업체 지정(우일요 88-37호)
- 1989년 도자 우수공예기능인 지정(경기도 88-5호)
- 2000년 김대중 전 대통령 노벨평화상 수상 기념품 제작, 대영 박물관 한국관 소장품 20여종 공급
- 2003년 미술가 전병현 선생님과 공동작업
- 2005년 한복디자이너 서정기 선생님과 공동작업, 미술가 김창호 선생님과 공동작업
- 2005년 세계도자재단 벽화 작업
- 2006년 유네스코 Seal of Excellence for Handicraft 2종 획득
- 2007년 상도동 성당 도벽(陶壁)작업, 청계천 도벽(陶壁) 작업
- 2011년 G20 방한 해외 귀빈용 선물 제공
- 2012년 핵안보 정상회의 방한 해외 귀빈용 선물 제공
- 2013년 중소기업품질대상 수상